# Parker Strip
Parker Strip ist ein Census-designated place im La Paz County im US-Bundesstaat Arizona. Das U.S. Census Bureau hat bei der Volkszählung 2020 eine Einwohnerzahl von 621 ermittelt. Parker Strip hat eine Fläche von 21,8 km². 
Das Dorf liegt direkt am Colorado River, der die Grenze zwischen Arizona und Kalifornien bildet. Parker Strip wird von der Arizona State Route 95 tangiert und ist vom Buckskin Mountain State Park umschlossen.